# 백수린
백수린은 대한민국의 작가이다. 1982년 인천에서 태어나, 2011년 《경향신문》 신춘문예에 단편소설 〈거짓말 연습〉으로 등단했다. 소설집 《폴링 인 폴》 《참담한 빛》등이 있다. 문학동네 젊은작가상을 수상하였다.
언어의 불완전함과 소통 실패에 대한 관심은 2011년‘거짓말 연습’부터 작품에 꾸준히 표현됐다. 백수린은 잊힌 사람들을 기억하고 그들에게 자리를 만들어주는 작업에 의미를 부여해갔다는 평을 받았다.

## 저서

### 단편
- 《폴링 인 폴》 (문학동네, 2014년, 2024년)
- 《참담한 빛》 (창비, 2016년)
- 《오늘 밤은 사라지지 말아요》 (마음산책, 2019년)
- 《여름의 빌라》 (문학동네, 2020년)
- 《봄밤의 모든 것》 (문학과지성사, 2025년)

### 중편
- 《친애하고 친애하는》 (현대문학, 2019년)

### 장편
- 《눈부신 안부》 (문학동네, 2023년)

### 산문집
- 《다정한 매일매일 - 빵과 책을 굽는 마음》 (작가정신, 2020년, 2024년)
- 《아주 오랜만에 행복하다는 느낌》 (창비, 2022년)

### 공동저서
- 《첨벙 - 불가사의하면서도 기묘한 13가지 중독 이야기》 (한겨레출판사, 2014년)
- 《내가 태어나서 가장 먼저 배운 말 - 테마 소설집》 (한겨레출판사, 2015년)
- 《멜랑콜리 해피엔딩》 (작가정신, 2019년)
- 《소설 보다 : 봄》 (문학과 지성사, 2019년)
- 《다름 아닌 사랑과 자유》 (문학동네, 2019년)
- 《몬스터 : 한낮의 그림자》 (한겨레출판사 2020년)
- 《나의 할머니에게》 (다산책방, 2020년)

## 번역
- 《우우우아! - 알록달록 수놀이》 (창비, 2009년)
- 《흠흠 - 알록달록 모양놀이》 (창비, 2009년)
- 《문맹 - 자전적 이야기》 (한겨레출판사, 2018년)
- 《여름비》 (미디어창비, 2020년)
- 《까치밥나무 열매가 익을 때》 (목요일, 2020년)
- 《작은 어부와 커다란 그물》 (토끼섬, 2022년)
- 《여자아이 기억》 (레모, 2022년)
- 《세상에서 가장 아름다운 여름》 (창비, 2023년)
- 《해독 일기》 (안온북스, 2023년)
- 《둘도 없는 사이》 (알에이치코리아, 2024년)